# Urolitha bipunctifera
Urolitha bipunctifera là một loài bướm đêm trong họ Geometridae.